# Stefan II z Amasei
Stefan II z Amasei, gr. Στέφανος Β΄ (zm. 928) – patriarcha Konstantynopola w latach 925–928. 

## Życiorys
Był patriarchą Konstantynopola od 29 czerwca 925 do 18 lipca 928. Był powołany przez cesarza Romana I Lekapena.  